# F-34

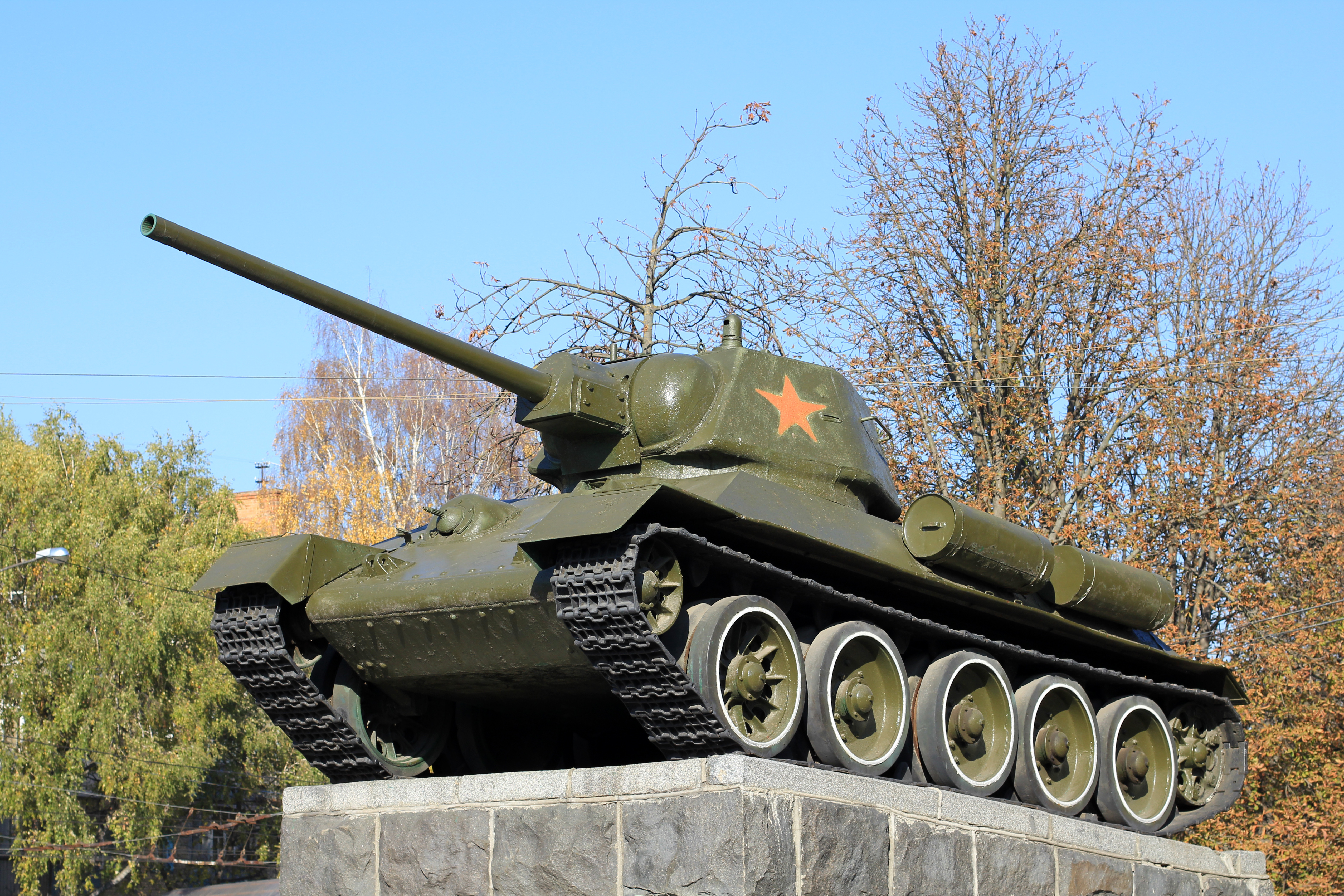
Een T-34/76 met een F-34

Het 76 mm tank kanon M1940 F-34 was het kanon, met een kaliber van 76,2 mm, dat op de T-34/76 werd gebruikt. Het kanon werd verbeterd tot de 76 mm tank kanon M1940 ZiS-5, die op de KV-1 model 1941 werd gebruikt. Het KV-1 model 1940 gebruikte eerst de F-32 en de T-34 model 1940 een L-11 kanon.
Het kanon was echter in 1943 ineffectief gebleken tegen de nieuwste Duitse tanks (zoals de Tiger I en Panther). Het kanon zou worden vervangen door de DT-5 en ZiS-S-53, die op de T-34/85 en de KV-85 werden gemonteerd, en de D25-T, voor op de IS-2 tanks.

## Eigenschappen
BR-350/BR-350A pantserdoorborende brisantgranaat(APHE) van de L-11 doorboorde 62 mm op 500 meter en 56 mm op 1000 meter, tegenover de 69 op 500 en 61 op 1000 van de F-34. De Armour-piercing (AP) van de F-32 doorboorde 60mm op 500 meter en slechts 52 op 1000 meter.
De F-34's BR-350P pantserdoorborende, staafpenetrator (APCR) munitie had een mondingssnelheid van 965 m/s en kon op een afstand van 500 meter een pantser doorboren van 92 mm.